# Cantón de Cahors-Noreste
El cantón de Cahors-Noreste era una división administrativa francesa, que estaba situada en el departamento de Lot y la región de Mediodía-Pirineos.

## Composición
El cantón estaba formado por tres comunas, más una fracción de la comuna que le daba su nombre:
- Cahors (fracción)
- Lamagdelaine
- Laroque-des-Arcs
- Valroufié

## Supresión del cantón de Cahors-Noreste
En aplicación del Decreto n.º 2014-154 de 13 de febrero de 2014, el cantón de Cahors-Noreste fue suprimido el 22 de marzo de 2015 y sus 4 comunas pasaron a formar parte; tres del nuevo cantón de Cahors-2 y la fracción de la comuna que le daba su nombre se unió con las otras fracciones para que, por medio de una reestructuración cantonal, fueran creados los nuevos cantones de Cahors-1, Cahors-2 y Cahors-3.